# Scheuer (Mintraching)
Scheuer ist ein Ortsteil der Gemeinde Mintraching im Landkreis Regensburg (Bayern) auf der gleichnamigen Gemarkung.
Der Ort hat 438 Einwohner (Hauptwohnsitz, Stand: 31. Dezember 2023).

## Geschichte
Der Ort Scheuer wird um circa 972 bis 994 zur Amtszeit Bischof Wolfgangs erstmals urkundlich als Seiri erwähnt. Der Babenberger Heinrich II. besaß Güter in Scheuer.
Das Bezirksamt Regensburg beschreibt Scheuer 1887 als Expositurdorf. Kirchenrechtlich ist Scheuer eine Expositur und gehört zur Pfarrei Alteglofsheim. Am 1. Mai 1978 wurde Scheuer aus der Gemeinde Köfering in die Gemeinde Mintraching umgemeindet. 1999 wurde das alte Pfarrhaus abgerissen.

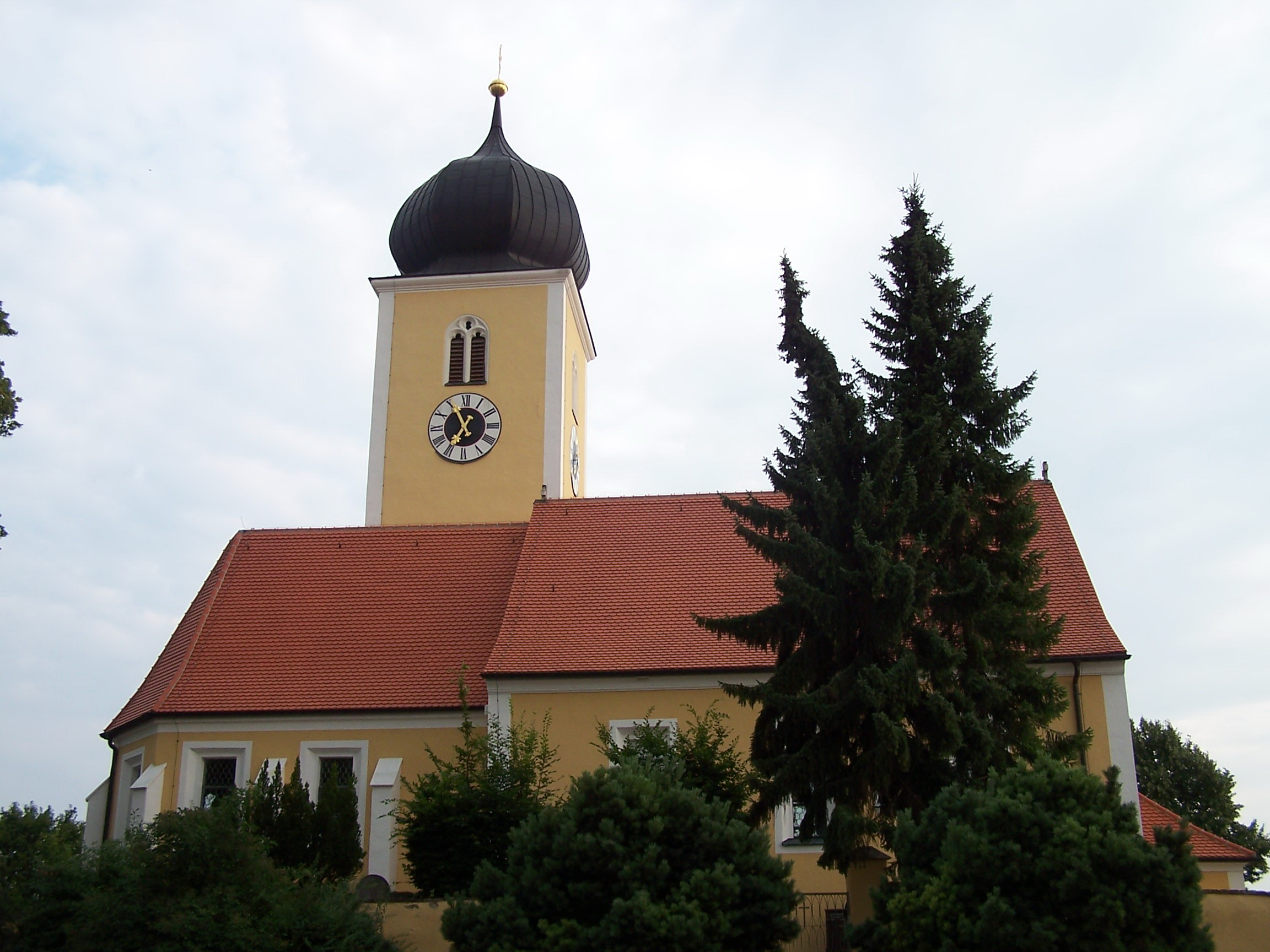
Sankt Maria in Scheuer

## Bauwerke
- Katholische Wallfahrts- und Expositurkirche St. Maria in der Dorfstraße 35: Die gotische Kirche ist ein Saalbau mit eingezogenem Chor, Flankenturm mit Zwiebelhaube, bez. 1461. eine Barockisierung erfolgte ab 1722.

Während eines Sturmes mit hohem Niederschlagsmengen im Sommer 2018, wodurch es in die Kirche regnete, wurde das historisch-bekannte Fresko an der Decke teilweise beschädigt. Aufgrund dessen und der herunterfallenden Putzteilen der Decke wurde die Kirche kurzzeitig gesperrt. Sowohl Fresko als auch Kirche wurden daraufhin restauriert und nach Beenden der Arbeiten wurde die Kirche wieder geöffnet.